# 克劳斯·米希勒
克劳斯·米希勒（德語：Klaus Michler，1970年5月15日—），德国男子曲棍球运动员。他曾代表德国参加1992年和1996年夏季奥林匹克运动会曲棍球比赛，其中1992年奥运会获得一枚金牌。